# Émile Munier
Émile Munier, né le 2 juin 1840 à Paris, mort le 29 juin 1895 est un peintre français représentatif de la peinture académique.

## Biographie
Émile Munier est né le 2 juin 1840 à la Manufacture Nationale des Gobelins, 66 rue des Fossés Saint-Marcel à Paris, où son père Pierre François Munier est artiste tapissier. Sa mère Marie-Louise Carpentier, originaire de Liéramont, est liseuse dans un tissage de cachemires. Il est baptisé en l'église de Saint-Médard.
La fratrie est composée de trois frères, François, Émile et Florimond. Les trois sont doués pour le dessin et entreront aux Gobelins. Émile réalise un autoportrait au pastel en 1854.
Il suit des cours de dessin dispensés par Abel-François Lucas, portraitiste et pastelliste, né à Versigny (Oise) en 1814. Il se fait remarquer par une « étude d'élève » représentant une femme d'une peinture de Boucher, d'une expressivité inhabituelle pour une tapisserie.
Le 10 août 1861, Émile Munier épouse Henriette Lucas, la fille de son professeur de peinture, en la chapelle des Gobelins.

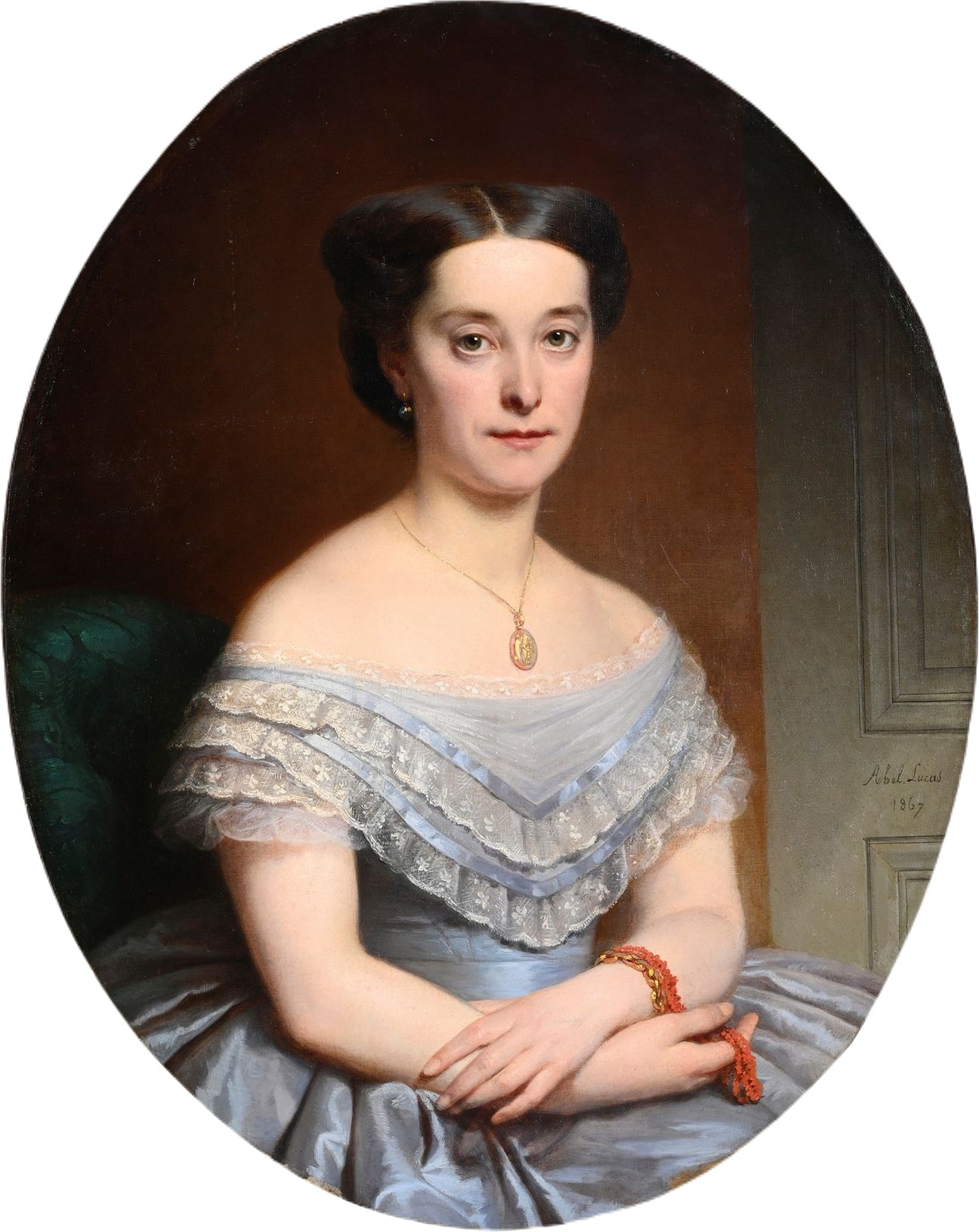
Sargines Angrand, seconde épouse de Munier, peinte par Abel Lucas en 1867

Henriette meurt en 1867 peu après la naissance de leur fils Émile Henri. Le 4 janvier 1872, il se remarie à Paris avec l'artiste peintre Sargines Angrand, une condisciple et amie des familles Munier et Lucas. Ils ont une fille, Marie-Louise, en 1874.
Émile Munier meurt d'une congestion cérébrale le samedi 29 juin 1895 à 9 heures du matin et est inhumé au cimetière du Montparnasse.

## Œuvres
Au cours des années 1860, Émile Munier est médaillé des Beaux-Arts à trois reprises. Disciple de William-Adolphe Bouguereau, sa peinture s'inscrit dans le mouvement académique face au courant impressionniste naissant. Il aime lui aussi peindre des enfants, auxquels il confère beaucoup d'expressivité, aimant à mettre en avant leur caractère joueur ou facétieux.
Il peint les toiles Le Voleur de Pommes et La Leçon de Tricot (aussi appelée Special Moment) en 1873 puis Favourite Kitten en 1874.
En 1875, la toile La Source est inspirée d'un séjour chez les Lucas à Chennevières. Les dessins et aquarelles des années suivantes témoigneront de leurs vacances d'été sur les côtes normandes, à Arromanches et Grandcamp.
Pendant l'été 1879, Émile Munier se déplace dans les Ardennes pour réaliser le portrait de Madame de Chanzy. Il se liera d'amitié avec Émile Gallé.
Au début de 1881, les Munier emménagent dans une maison, boulevard Beauséjour. Leur fille Marie-Louise lui inspira plusieurs œuvres comme Naughty boy et L'enfant et le pantin en 1880, La jeune fille et la poupée (ou Jalousie), en 1882.
À l'occasion de la première communion de Marie Louise, en 1885, Munier peint l'Enfant Jésus qui deviendra un classique des images religieuses de 1re communion jusqu'au milieu du XXe siècle. La même année, il peint Favorite Pets où une jeune fille potelée joue avec un chat et un chien. Cette œuvre aura un grand succès aux États-Unis où elle sera reproduite pour une publicité de Pears’ Soap ou comme carte de vœux.
À partir de 1886, ses séjours réguliers en Auvergne lui inspirent de nombreuses scènes campagnardes mettant en scène des enfants, souvent accompagnés d'animaux : Le jeune chasseur (1888), La basse-cour (1889), La paysanne à la fourche (1889), La journée des confitures (1891), La jeune fille et le panier de cerises (1891), La fillette au tricot, La lettre d'amour.
En parallèle, il réalise des peintures de nu ou d'angelots qui rappellent l'œuvre de Bouguereau : La baigneuse (1882), Les deux cupidons  (1883), L'amour désarmé (Cupid disarmed) (1886), Les deux amours (années 1890), Un sauvetage (1894)…
Il signera en 1893 et 1894 les portraits en pied de sa fille Marie-Louise et de sa bru Marguerite Aumont-Munier, puis quelques aquarelles en Auvergne et, peu avant sa mort, La jeune fille et le panier de chatons (1895).

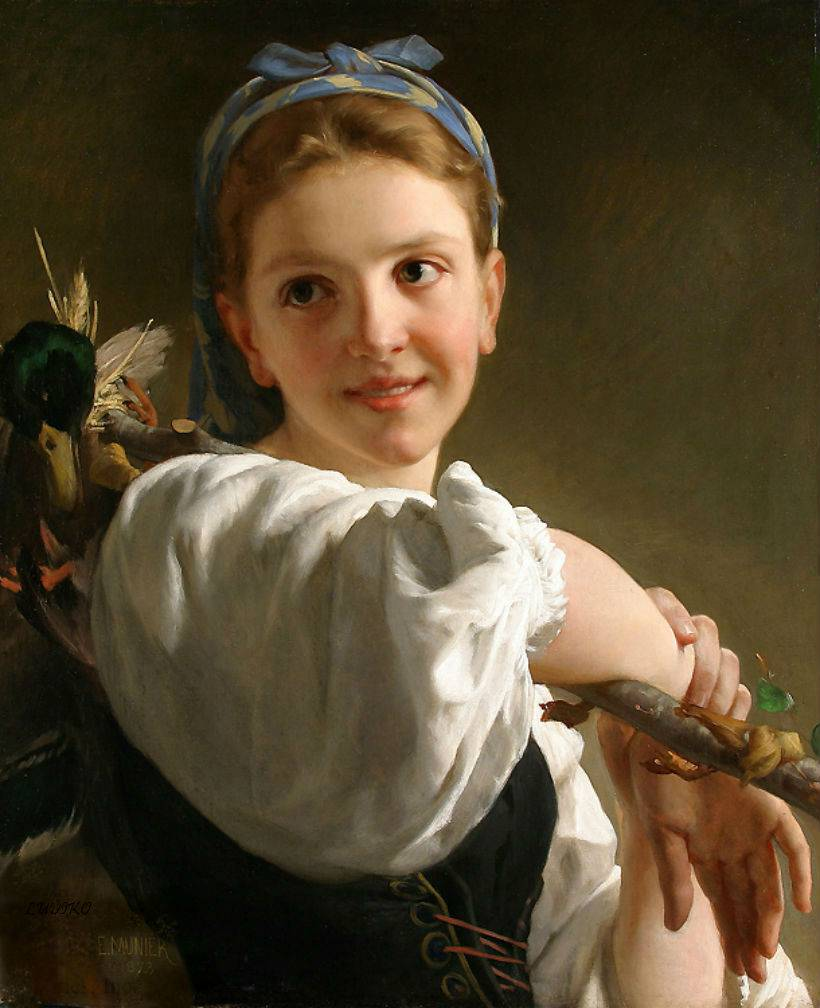
Le retour du marché, 1873
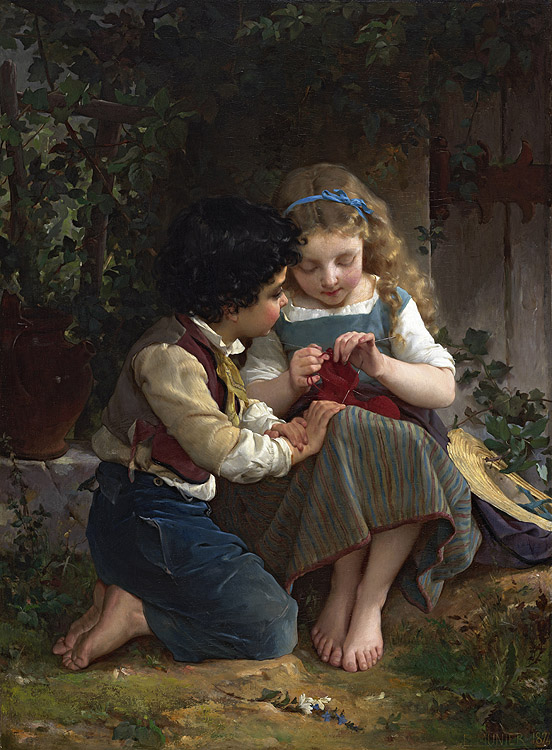
La leçon de tricot, 1874
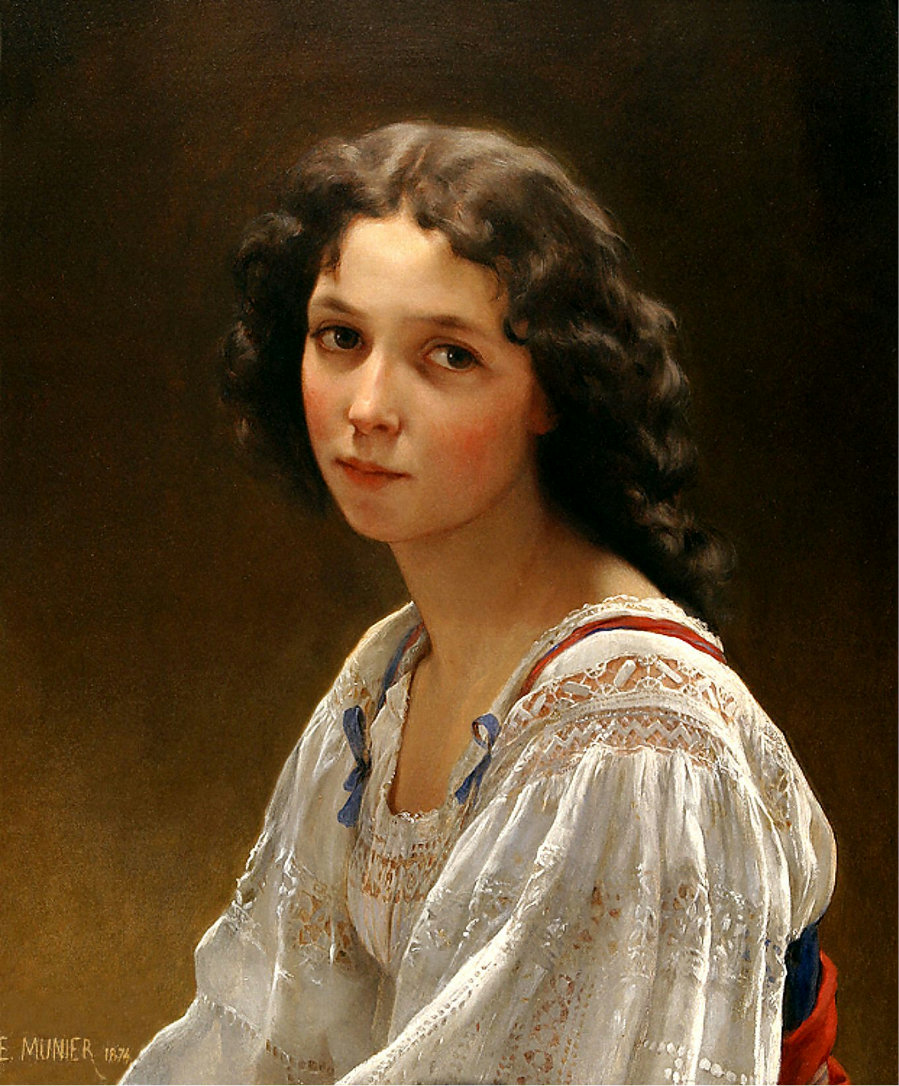
Une jeune fille italienne, 1874
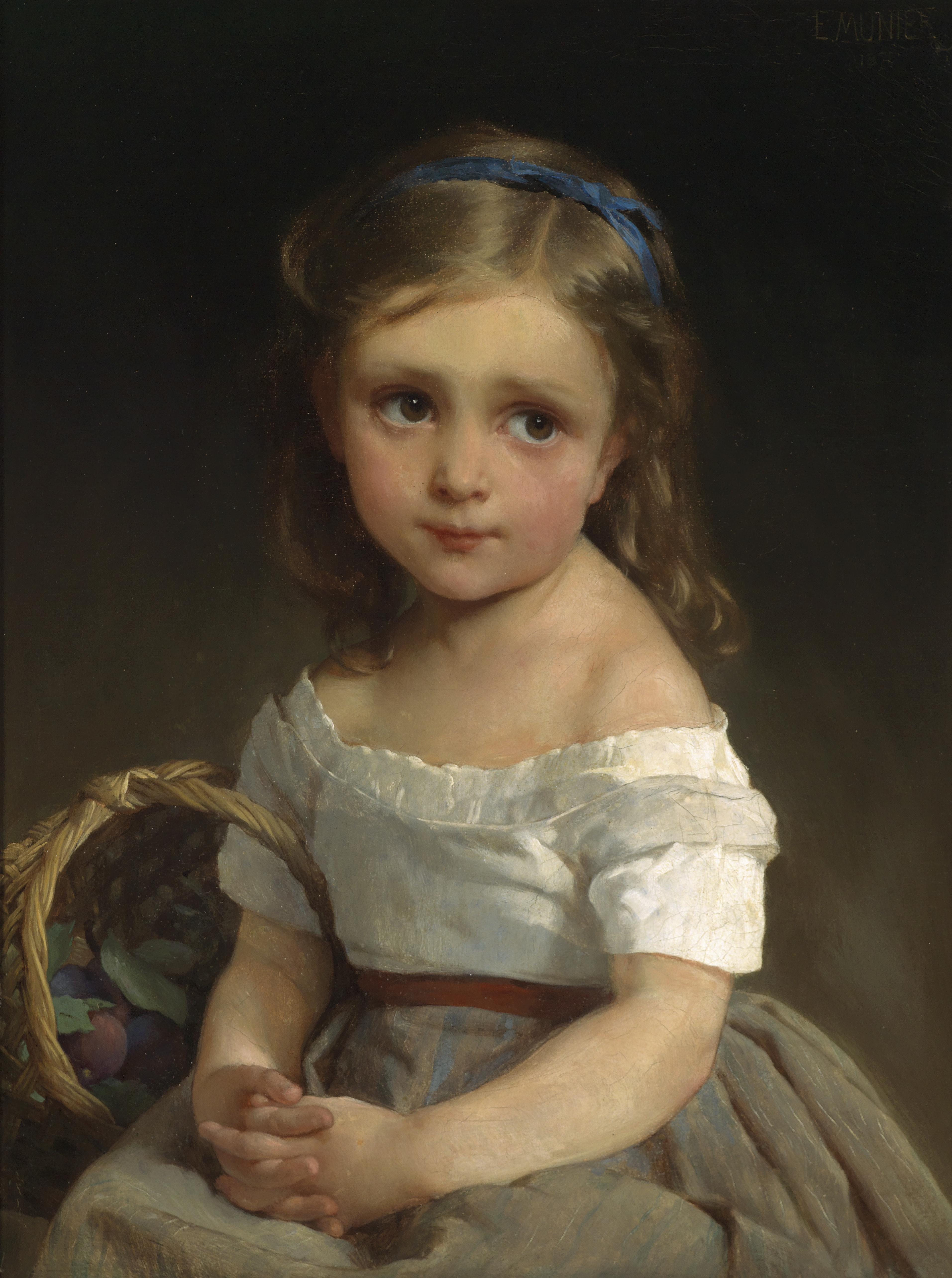
Fille avec un panier de prunes, 1875
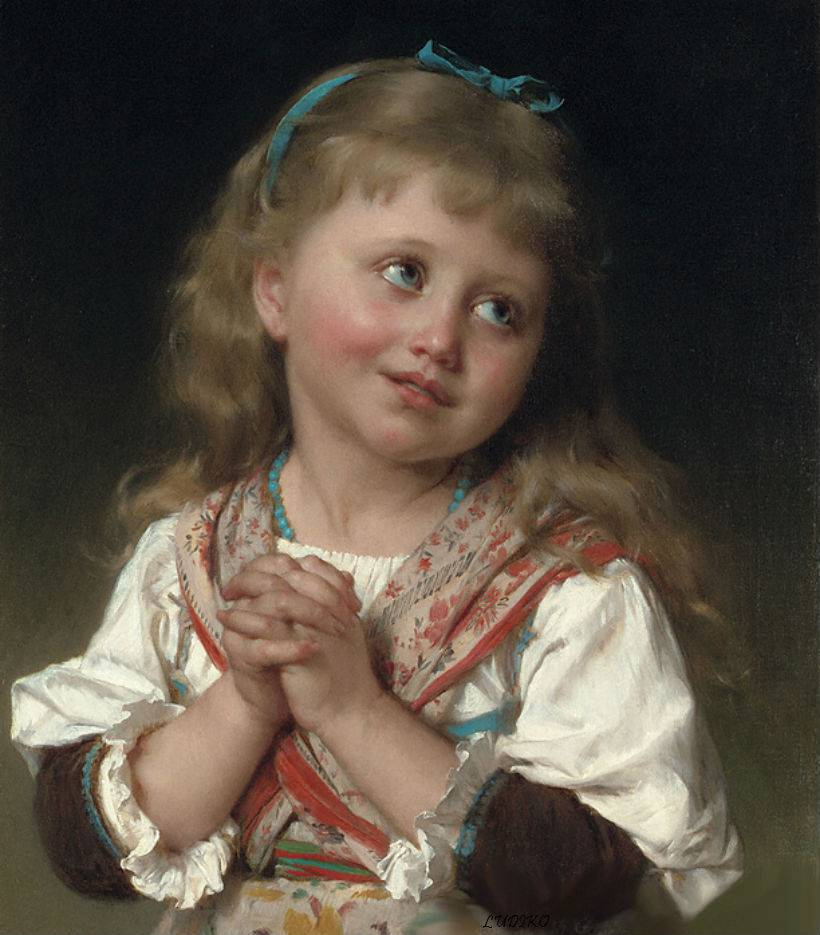
Puis-je ?, 1881
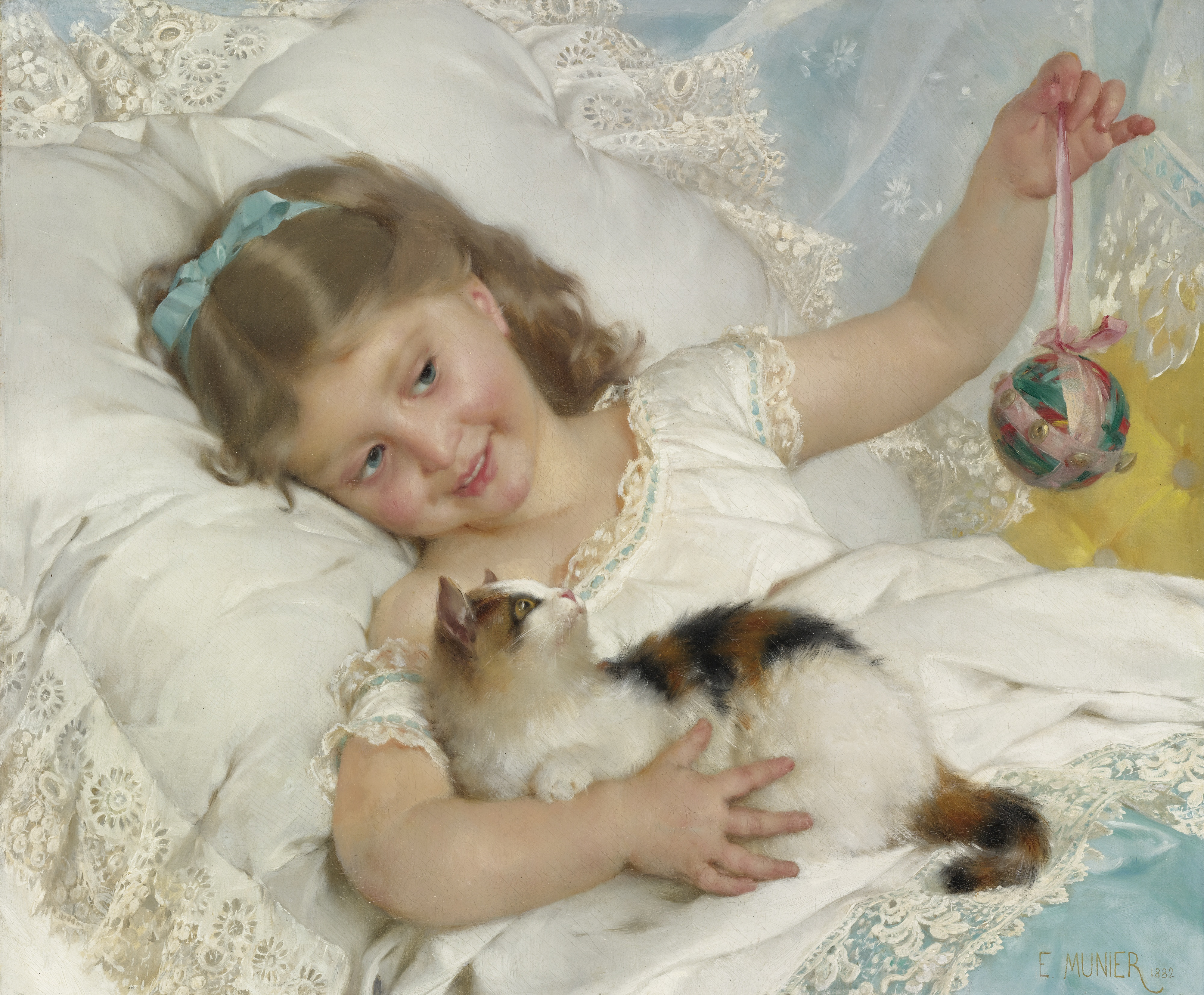
La petite fille et le chat, 1882
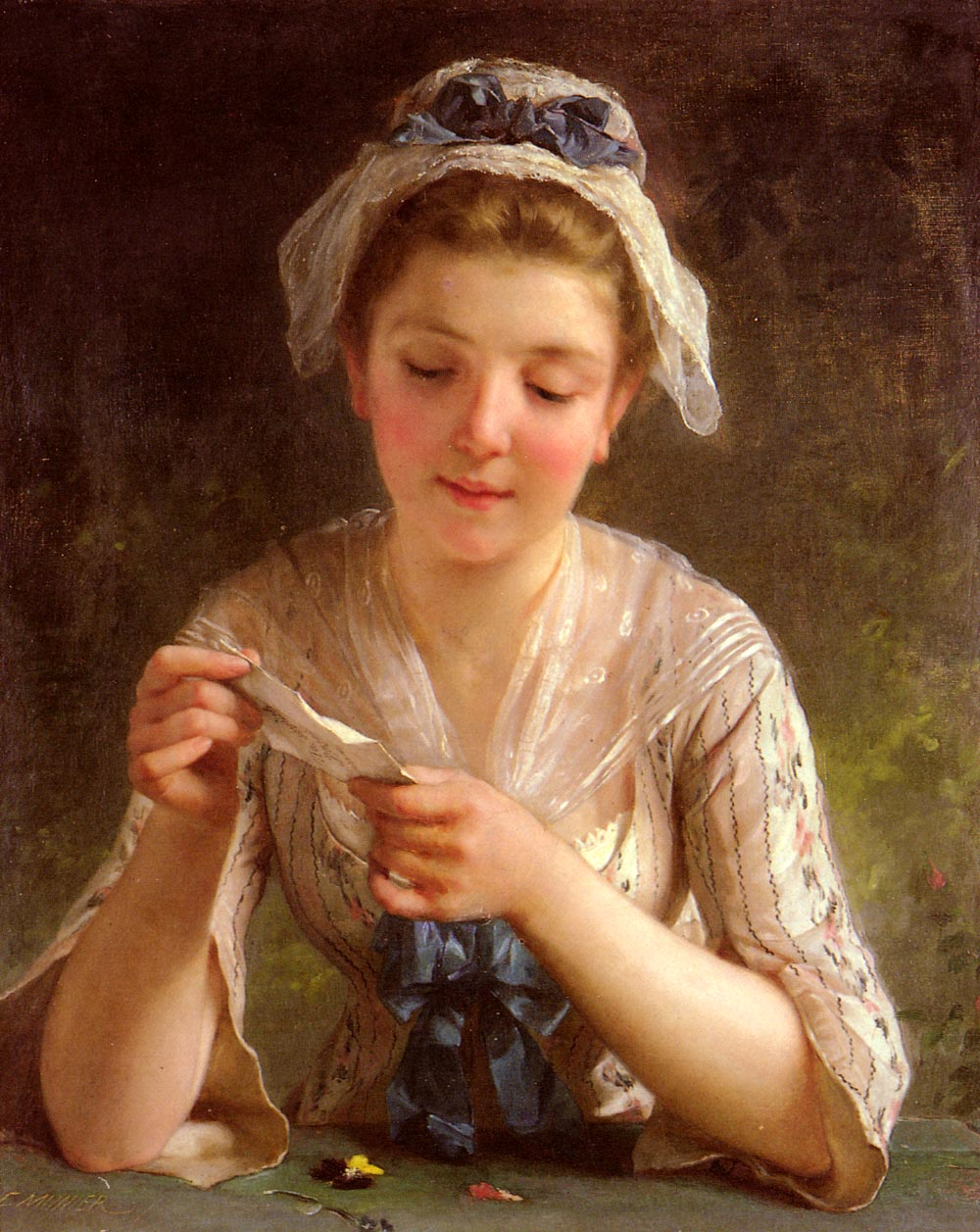
La Lettre
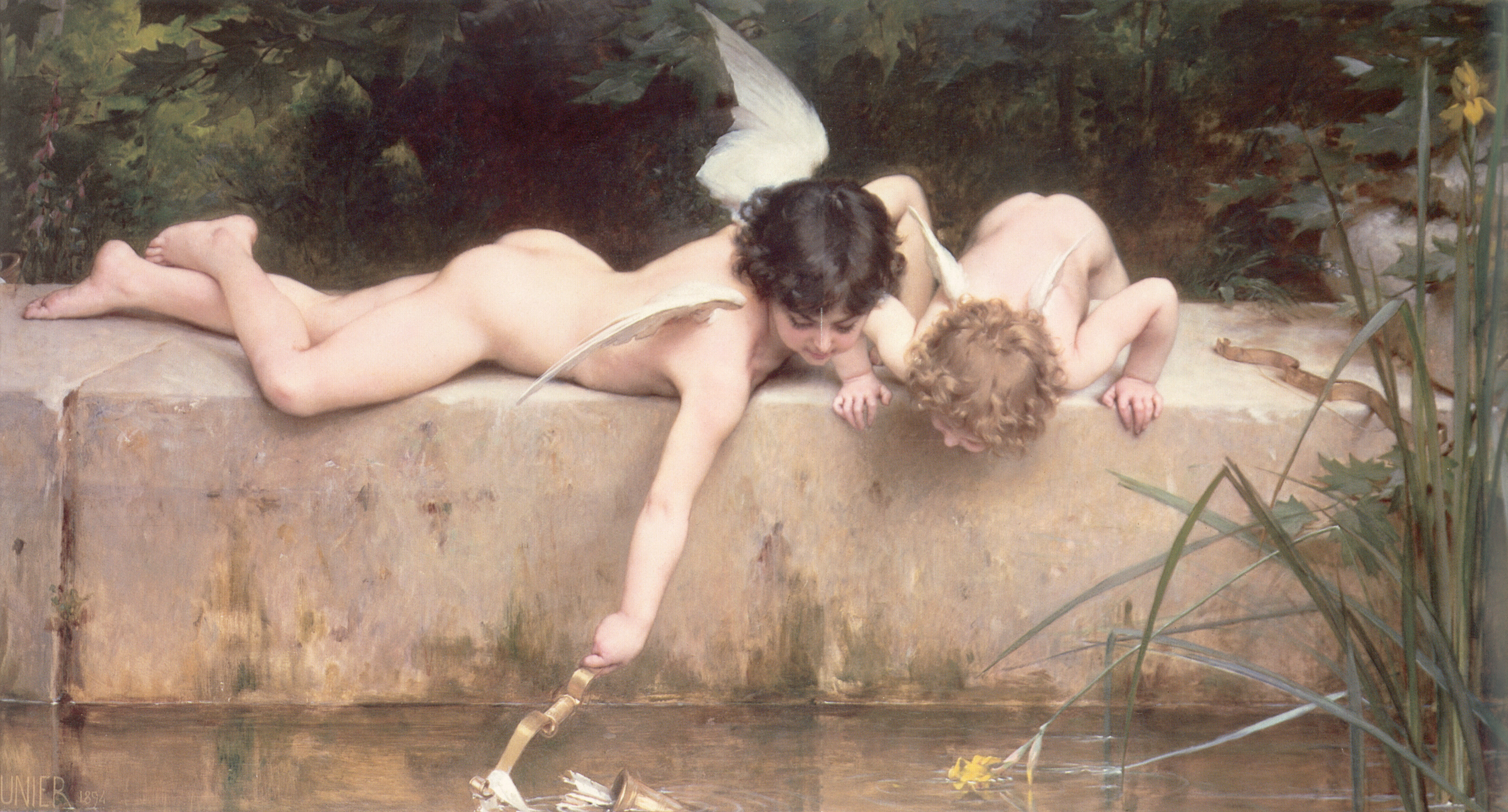
Le Sauvetage, 1894